# شهرستان ژنگدینگ
شهرستان ژنگدینگ (به لاتین: Zhengding County) یک شهرستان‌های جمهوری خلق چین در چین است که در شیجیاژوانگ واقع شده‌است. شهرستان ژنگدینگ ۴۶۸ کیلومتر مربع مساحت و ۵۹۴٬۰۰۰ نفر جمعیت دارد.